# ハン・ファン・メーヘレン
ハン・ファン・メーヘレン（オランダ語: Han van Meegeren）、本名：ヘンリクス・アントニウス・ファン・メーヘレン（オランダ語: Henricus Antonius van Meegeren、1889年10月10日 - 1947年12月30日）は、オランダの画家、贋作家、画商。20世紀で最も独創的かつ巧妙な贋作者の一人とされる。特にヨハネス・フェルメールの贋作制作と、それをナチス幹部のヘルマン・ゲーリングに売ったことで有名。ナチスを騙してオランダの国宝を守った英雄とも評される。
メーヘレンは、オランダ黄金時代の絵画を中心とする古典的絵画技法に熟達し、また同時代の巨匠に強い敬意を抱く画家であった。しかし、画業での成功を志した彼の古典的な作風の絵は、既に新印象派やフォービズムが主流であった当時の美術界にそぐわず、美術評論家たちから酷評され、不遇の時代を過ごす。やがて1930年代よりメーヘレンは、オランダ黄金時代の巨匠の贋作を制作するようになり、有名画家の未発見の作という体裁で売り始めた。特に当時はまだ研究途上であったフェルメールに目をつけ、贋作『エマオの食事』を破格の値段でボイマンス美術館に売りつけるという成果を挙げた。第二次世界大戦でオランダがナチス・ドイツに占領されると、古典絵画の蒐集をしていたナチス当局に贋作を売りつけて大金をせしめ、時に代金の代わりにオランダ絵画の真作を受け取るなどして占領統治下で裕福な生活を送る。
第二次世界大戦後に、ゲーリングの資産からフェルメールの作品とされた『姦通の女』が発見され、それを売ったメーヘレンはナチス協力者の容疑で逮捕された。最高死刑もある中で、それは自分が描いた贋作であると主張し、遡って『エマオの食事』なども贋作と明かした。専門の調査委員会が組織され、最終的にはメーヘレンの主張が認められた。求刑は大幅に下げられ、1947年に偽造と詐欺の罪で1年の禁錮刑の宣告を受けるも、控訴期間の最終日に心臓発作で緊急搬送され、そのまま12月30日に58歳で亡くなった。その生涯はドラマや映画の題材ともなり、メーヘレンの代表的な贋作は今でも美術館で観ることができる。

## 生涯

### 前半生
1889年10月10日、メーヘレンはオランダ東部の都市デーフェンテルにて、専門学校の教諭ヘンリクス・ファン・メーヘレンの3番目の子どもとして誕生した。ラテン語の名前をつけるというオランダの慣習より、ヘンリクス・アントニウス・ファン・メーヘレンと名付けられ、一般的な愛称呼びで、ハンと呼ばれるようになる。父ヘンリクスは厳格かつ熱心なカトリック教徒で、5人の子供たちを厳しく躾け、実兄が主任司祭を務める教会の日曜礼拝に家族を連れて欠かさず行った。
メーヘレンは少年時代より絵を描きはじめ、当時はライオンの絵をよく描いた。しかし、父は自分と同じ教師の道に進むことを強く望み、メーヘレンが10歳の頃に彼のスケッチを見つけるとズタズタに破き、絵が何の役に立つのかと叱って、勉強に専念するように強いた。しばしば、父から「ぼくは何も知りません、ぼくは何もできません、ぼくはろくでなしだ」と100回書くように強要されたという。母アウフスタ・ルイーズは密かな支援者であり、夫に内緒で新しいスケッチや画材を買い与えていた。
12歳の時に公立高校に入学したメーヘレンは同級生の父で画家であったバルトゥス・コルテリング（1853年 - 1930年）と出会う。コルテリングは、メーヘレンを気に入り、絵を教えた。これは単純な絵の描き方のみならず、既にチューブ入り絵の具が一般的であった当時にあって、乳鉢などを用いた伝統的な絵の具の作り方から教え込んだ。また、コルテリングはオランダ黄金時代の画家たちに造詣が深く、父によって巨匠の絵画を見る機会がなかったメーヘレンにヨハネス・フェルメールを教えたのも彼であった。彼は17世紀の絵画技法や美術知識をメーヘレンに教え込んだが、これらは後の贋作制作において大いに役立つことになる。また、コルテリングは当時主流であった印象派などの近代絵画に否定的であり、この趣向もメーヘレンに影響を与えたと考えられている。
1907年、メーヘレンは美術学校に進学したいと父に切り出すも猛反対される。しかし、母の取り成しで、絵の才能が有用に使えるかもしれない実学として建築学を専攻するなら5年間分の学費を出すと父から妥協案を示され、これを受ける。こうしてメーヘレンは、デルフト工科大学の建築学部に進学した。大学のあるデルフトは師・コルテリングの勤め先で、フェルメールの生まれ故郷でもあった。在学中はもっぱら美術の勉強を行い、ロッテルダムのボイマンス美術館やハーグのマウリッツハイス美術館などに通って、ルーベンスやレンブラント、そしてフェルメールといったオランダ絵画の巨匠たちの技法の修得に熱心であった。コルテリングとの関係は長く、卒業後も彼から絵を教わった。

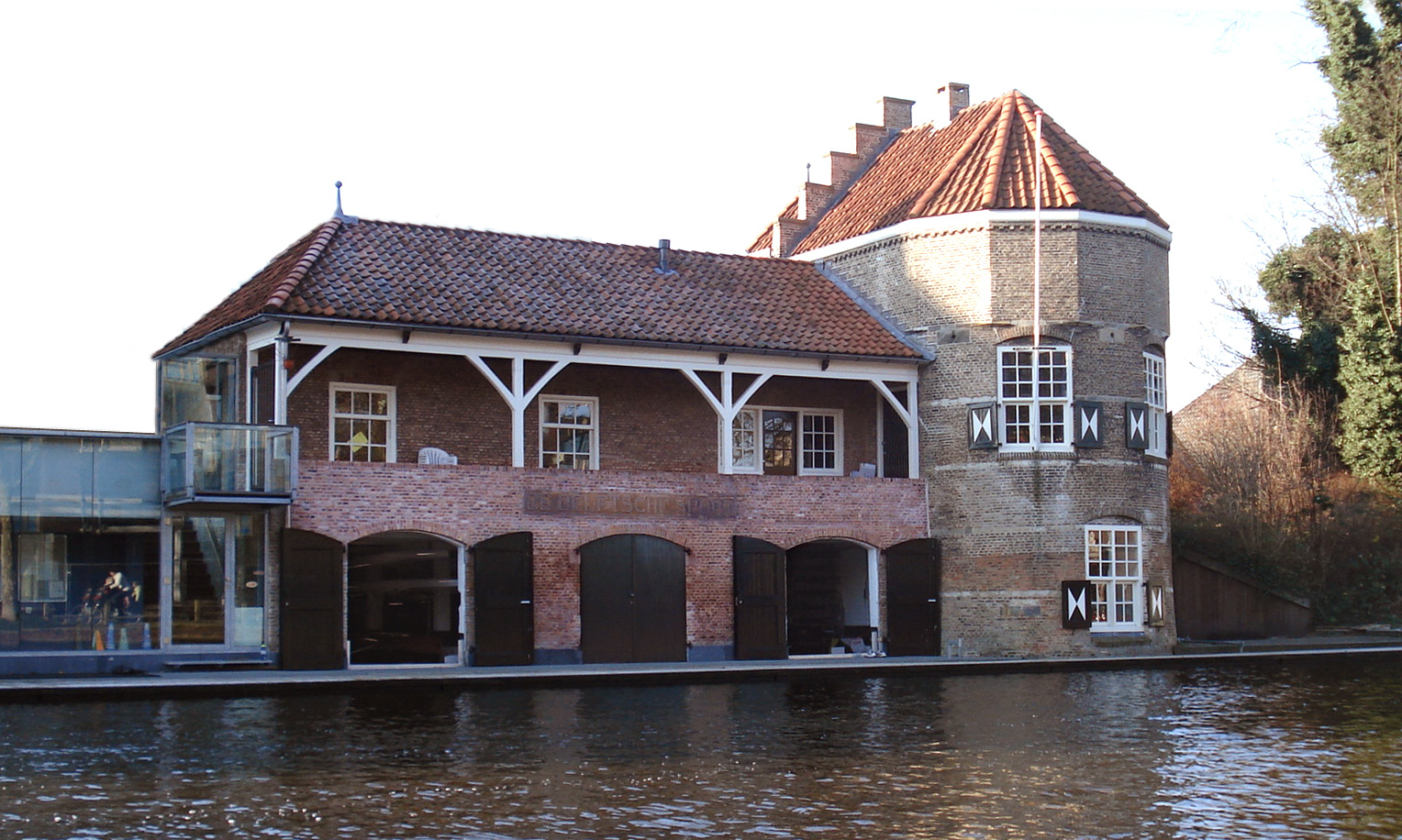
メーヘレンが建築家として唯一設計したボートハウスの写真

大学の講義は一通り真面目に受けたものの、建築家になるつもりはなく、後述の通り、卒業試験は受けなかった。しかし、建築家としての適性はあるとみなされ、在学中にはボートハウスの設計を任された。これはメーヘレンが唯一設計した建築物として現在も残っている（右写真）。
1912年4月18日、美術専攻の学生で、父はオランダ人、母はインドネシア人というハーフのアンナ・デ・フォークトと学生結婚する。アンナの母はその美貌で現地で知られ、その娘である彼女は褐色肌のエキゾチックな美人であった。結婚の承諾を得るため、メーヘレンは彼女を連れて父に挨拶に行った。既にアンナが身籠っていたこと、また父が彼女の聡明さを気に入ったために、予想よりは反対はされなかったが、イスラムからカトリックに改宗することを条件に結婚を認められた。同年11月には第一子となる息子ジャック・アンリ・エミール・ファン・メーヘレンが誕生した。

### 初期キャリア

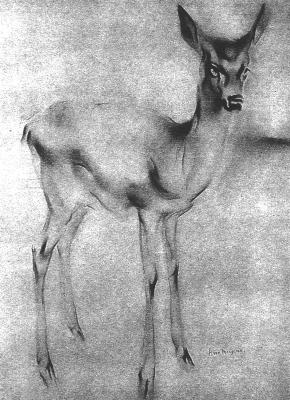
メーヘレンが9分で描きあげた仔鹿の素描『Hertje』（シカの意）。ユリアナ王女の飼っているシカという触れ込みで人気のポストカードの図案となり、広くオランダ国民に親しまれた。

アンナとの新婚生活は金がなかったために、レイスウェイクにあった彼女の祖母の家の2階を間借りすることになった。メーヘレンは、自身は低俗と蔑む、新聞の挿絵といった商業美術の仕事を甘んじて受ければ生計は立てられると安易に考えていたが、彼の精巧なスケッチは商業美術にはむしろ不向きであり、結婚初年は1銭も画業で収入を得られなかった。しかし、在学中の1913年1月、5年に1度開かれる学内の格式ある絵画コンクールにて、伝統的な水彩画によるロッテルダムの聖ラウレンス教会の内部を描いた絵で最優秀作品に選ばれ、金メダルを授与された。本来は優秀な美大生に送られるものであり、正規の美術教育を受けていないメーヘレンは異例の受賞であった。賞金はなかったが、この絵は1000ギルダーで売れた。さらにこの受賞をきっかけに代金はわずかだが肖像画の依頼なども来るようになる。
メーヘレンはこの成功に気を良くし、父や妻の反対を押し切って建築家になることを止め、本格的に画業で生計を立てることを決意した。卒業試験を受けず、1913年にハーグの王立美術アカデミーに入学する。メーヘレンは1年で美術の学位を取ると豪語し、学校側も卒業試験のみ受けたいという志望者に当惑するも、デルフト工科大学での絵画コンクールの実績から異例の入学を認めた。そして1914年夏の学位取得試験において、挑戦的な静物画を描いて合格し、実際に1年で学位を修了してしまった。ところがメーヘレンが合格した日である1914年8月4日はまさにドイツがベルギーに侵攻し、イギリスがドイツに宣戦布告した日であった（第一次世界大戦）。オランダは中立国であったものの、戦争によって経済は悪化し、美術の仕事はなくなった。メーヘレンが絵を売り込みに行った画商たちは、彼の技術力を褒めるものの、その古典的作風を否定し、むしろ彼が毛嫌いしている印象主義・新印象派・フォービズムへの転向を進めた。安定的な収入を得られないがゆえに妻アンナとの関係も悪化し続け、生活が荒んでいった。
メーヘレンは不本意ながらも美術アカデミーに頭を下げ、デッサンと美術史の教授の助手という非常勤の仕事を得た。こうして生計手段を得ると、家族とスヘフェニンゲンに転居し、1915年3月には第二子となる娘のパウリーネ（後にイネスの名で知られる）が誕生する。
しかし、教授助手の仕事は薄給で月給は80ギルダーに過ぎず、さらに不本意な生活からメーヘレンはもっぱら酒場に逃げ、散財していた。
アンナは夫を立ち直らせるため、親戚から資金を借りてまで個展の開催に奔走した。こうして1917年4月から5月にかけてハーグの画廊クンストザール・ピクトゥーラで、メーヘレン初の個展が開かれた。この個展は成功を収め、展示した油彩画・水彩画は完売し、訪れた美術評論家たちからも「きわめて多芸な芸術家」だと絶賛された。生活は安定してハーグの大きな家に引っ越し、近所にアトリエを借り、中流家庭相手の個人レッスンも始めた。また、1919年12月には（排他的な集まりと知られた）ハーグ芸術協会への入会も認められる。この協会は、作家と画家がリッダーザール（騎士の館）の敷地内で毎週会合を開く集まりであった。
時にメーヘレンはコート・ダジュールにて、観光客の富豪相手の肖像画を依頼を受け、それなりに稼いだ。オランダの巨匠たちの17世紀の技法を駆使する彼の絵は人気があった。料金は300ドルで戦後の相場に比べれば安いが、気に入ったクライアントから100ドル上乗せされることもあった。
皮肉なことに古典的なフォーマルな絵に固執したメーヘレン自身の絵として最も有名なものは9分で描いたシカの素描であった。1921年、メーヘレンは学生を連れて王立動物園でスケッチの学習を行わせた。その際、女子生徒の挑戦を受け、10分足らずで仔鹿のスケッチを描いた。彼としてはさして熱の入ったものではなく、グリーティングカードの商材などに良いと市内の印刷所に売り込みを掛けた。その際、オランダ国民から人気のあるユリアナ王女の飼っているシカと触れ込んだところ、ポストカードなどに用いられて広くオランダ国民の人気を集めた。

### 美術評論家からの酷評と最初の贋作

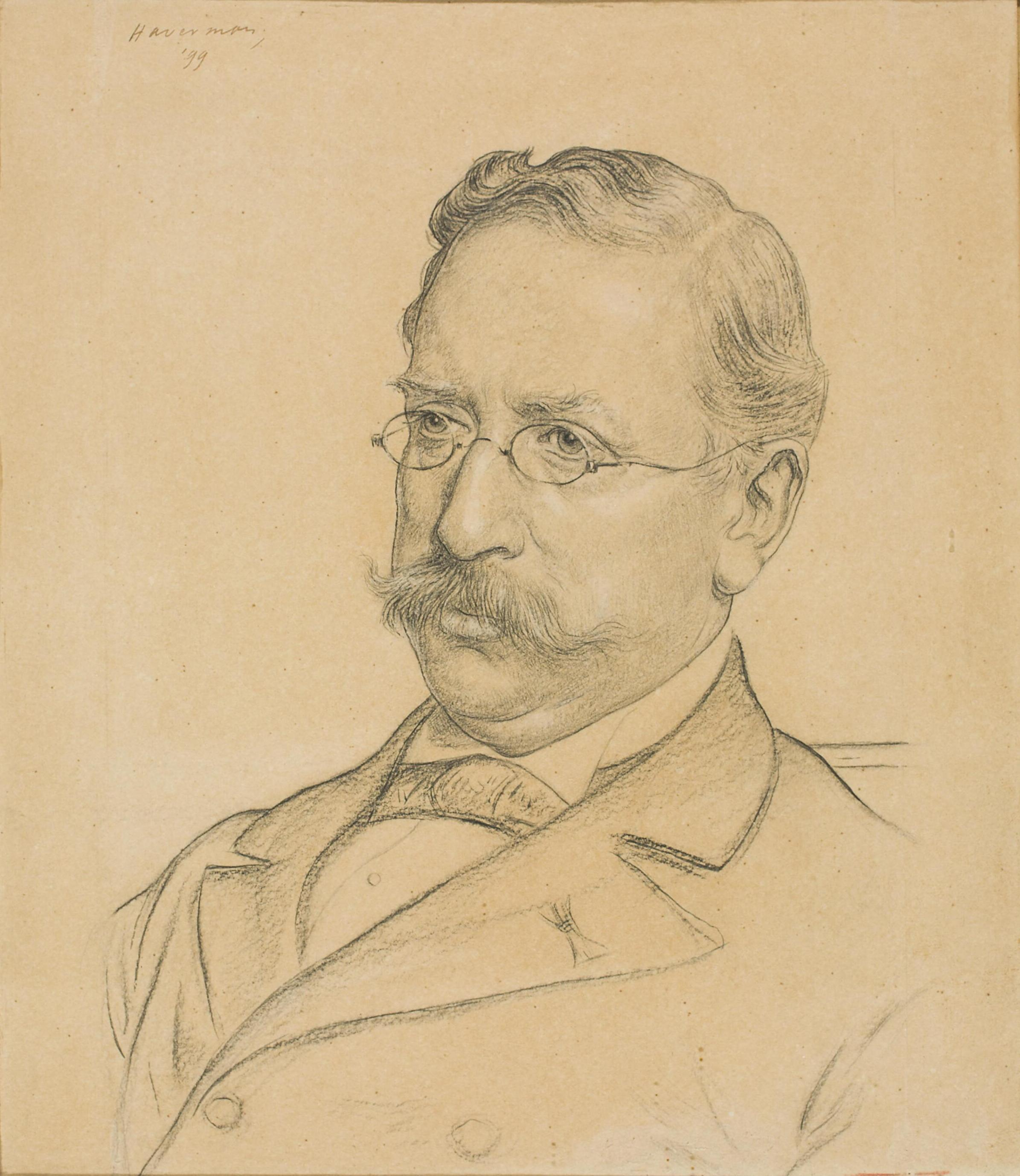
アーブラハム・ブレディウスの肖像スケッチ（1899年）。マウリッツハイス美術館の館長も務めた彼は、当時の美術史の権威であり、メーヘレンの渾身の作『笑う士官』をアルコールテストで贋作と鑑定した。後に『エマオの食事』で復讐される。

メーヘレンは1917年の個展で著名な美術評論家カーレル・デ・ブルと知り合い、彼から高い評価を受け、以降、友好関係にあった。ところが、その夫人で女優であったヨアンナ・テレジア・ウレルマンス（芸名：ジョー・ファン・ヴァルラーフェン）と不倫関係になる。このことは1922年には広く知られ、メーヘレンはあくまでプラトニックな関係と弁明したが、ブルの怒りを買い、また妻アンナからも見切りをつけられた。1922年5月には宗教画をテーマにした2度目の個展を開いたが、今度は評論家たちより酷評された。具体的にはメーヘレンの作品がオールド・マスター（著名な古典画家の総称）の作風に似すぎているとし、模倣すること以外に能がないというものであった。ある評論家は「ルネサンス派の複合模写のようなものを作った才能ある技術者であり、独創性を除けばあらゆる美徳がある」と皮肉った。
さらに1923年3月にはアンナと離婚した。7月に彼女は子どもたちを連れてパリに移住した。離婚直後は子供の顔を見るため、メーヘレンはよく彼女の家を訪れていたものの、個展の失敗の失意から絵画制作をしなくなっており、収入も細り、次第に子どもたちへの仕送りもしなくなった。
この頃、絵画修復の仕事で糊口をしのいでいた友人テオ・ファン・ウェインハールデンの依頼で、17世紀の画家フランス・ハルスの作品と思われる傷んだ絵画2点の修復を行った。剥離が酷く、だいぶ描き直しが必要であったが、テオの知識もあり、メーヘレンは綺麗に修復を行った。この『笑う士官』と題された作品は、著名な美術史家コルネーリウス・ホフステーデ・デ・フロートに持ち込まれ、彼は真作と認め鑑定書を出した。これを受けてオークション会社は5万ギルダーで買い取ったが、その後、念の為、美術史の権威で、前マウリッツハイス美術館館長のアーブラハム・ブレディウス博士に追加鑑定を依頼した。ブレディウスはアルコールテストを行い、表面の絵の具の状態が新しいとして贋作と断定した。この結果を受けてオークション会社がさらに追加の科学鑑定を行い、大幅な描き直しや、またメーヘレンが用いた顔料が19世紀以降に発明された新しい素材であることなどがバレてしまった。ただ、デ・フロートは科学鑑定の結果は、あくまで近代の修復の結果として自身の真作の鑑定を覆さず、自らのコレクションにするために買い戻したため、大きな事件にはならなかった。公的には「贋作」と鑑定されたため、この『笑う士官』はメーヘレンの最初の贋作とも評される。
一方、1923年にはブルとヨハンナも離婚した。のち、メーヘレンは彼女との長い同棲を経て1927年に再婚した。その際には彼女の連れ子である娘ヴィオラも引き取った。ヨハンナはメーヘレンの才能を高く評価し、彼が友人たちと飲み歩いていても文句を言わず肯定したという。友人たちからはメーヘレンにとってヨハンナは完璧な女神とも評された。
1928年4月、友人の詩人兼ジャーナリストのヤン・ユビンクと組んで美術評論の月刊誌『ケンプハーン（De Kemphaan）』（「軍鶏」の意）の出版を開始した。この中でメーヘレンは現代芸術を非難し、また自身を酷評した評論家たちに対する攻撃的な反論記事も書いていた。創刊号の表紙には、ファシストとしての美術批評家を描いた。ジョナサン・ロペスによれば、メーヘレンは近代絵画を「芸術ボリシェヴィズム」と非難し、また、その支持者を「女嫌いの黒人好きが集まった上辺だけの集団」と表現し、国際美術市場の象徴として「手押し車を押すユダヤ人」のイメージを想起させたという。
しかし、この試みはまったくの失敗に終わり、1年で廃刊となった。新たな個展もまったく変わらず失敗に終わった。ハーグ芸術協会の会長選に出ようとしたが若手の画家たちの反対に遭い、脱会を申し出るとすんなりと受理されてしまった。メーヘレンの伝記を書いたフランク・ウインは、メーヘレンは若い芸術家や美術批評家たちから、自分が今や時代遅れの頑固者とみなされ、追い出そうとしていると感じ、気力を失っていったという。そして、復讐を試みるようになったとしている。後にメーヘレンは「完璧な17世紀の絵を描いて、自分の芸術家としての価値を証明しようと心に決めた」と語ったという。

### 完璧な贋作技法の確立

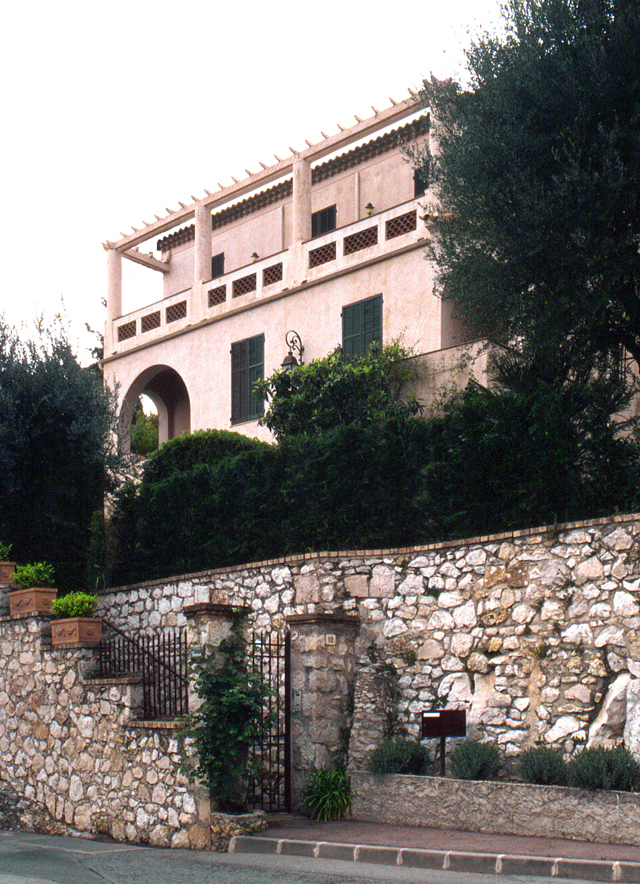
メーヘレンが移住し、贋作の技法を研究したロックブリュンヌ=カップ=マルタンの邸宅「ヴィラ・プリマヴェーラ」の写真

1930年代、メーヘレンは本格的に贋作制作を試み始めた。そこで対象に選んだのはフェルメールであった。まず、1932年に腕試しとして、様々なフェルメールの絵画の要素を複合させた『ヴァージナルの前の女と紳士』を制作し、これを未発見の作として4万ギルダーで画廊に売ることに成功した。これで得た資金を元に妻とフランスへ旅行した際、立ち寄ったロックブリュンヌ=カップ=マルタン村を気に入り、同地の「ヴィラ・プリマヴェーラ」と呼ばれる家具付きの邸宅を借り、移住した。ここで、メーヘレンは完璧な贋作を制作するための化学的・技術的手法の研究に取り組んだ。
まず、先の『笑う士官』の失敗を踏まえて、17世紀当時のキャンバスや顔料といった画材を揃えることに注力した。特にフェルメールが好んだ天然のウルトラマリン（ラピスラズリ）は、金よりも高価であったが、わざわざイギリスまで赴き購入した。他にも白鉛、藍、辰砂など当時の原料配合を再現したものを調合し、絵の具を作成した。また、キャンバスは17世紀の無名画家のものを購入し、表面の絵を落とすことで手に入れた。さらに、絵筆はイタチの毛が一般的なところ、フェルメールが用いていたと知られるアナグマの毛を使ったものを自作した。
次にメーヘレンが苦心したのが科学鑑定を誤魔化す方法であった。300年前に制作された絵画の絵の具の状態を再現し、アルコールテストを回避するために、フェノール樹脂（ベークライト）を硬化剤に用いる手法を開発した。
完成した絵は、その表面を100度から120度で焼いて絵の具を固め、さらに円筒の上で転がすことによって自然に見えるクラクリュール（経年劣化によって自然に発生する絵画の表面のひび割れ）を作り出す方法を発見した。その後、さらにクラクリュールが自然に見えるように、液墨（インディア・インク）で絵の表面を洗ってひび割れを埋めた。
この熱処理によって絵の具が退色や変色するのを防ぐため、絵の具にはライラックオイルを混ぜていた。このため、メーヘレンのアトリエはライラックの香りが強く、来客者に怪しまれないよう、ライラックの生花を飾っていたという。
メーヘレンはこの技法を確立するのに6年を要した。この時、試作品2点『楽譜を読む女』と『音楽を演奏する女』を制作したが、これは後の『エマオの食事』などと異なり、一般に知られたフェルメールの様式で、本当に彼が描いたような作品であった。これらのタッチや図案は、ほぼ既存のフェルメール作品を模した習作であり、『楽譜を読む女』はアムステルダムのアムステルダム国立美術館所蔵の『青衣の女』を、『音楽を演奏する女』はニューヨークのメトロポリタン美術館所蔵の『リュートを調弦する女』が基になっている。ただ、メーヘレンはこれら作品を売却することはなく、自身のアトリエに飾っていた。後のメーヘレン事件で押収され、現在はアムステルダム国立美術館に所蔵されている。

### 最高の贋作『エマオの食事』の完成

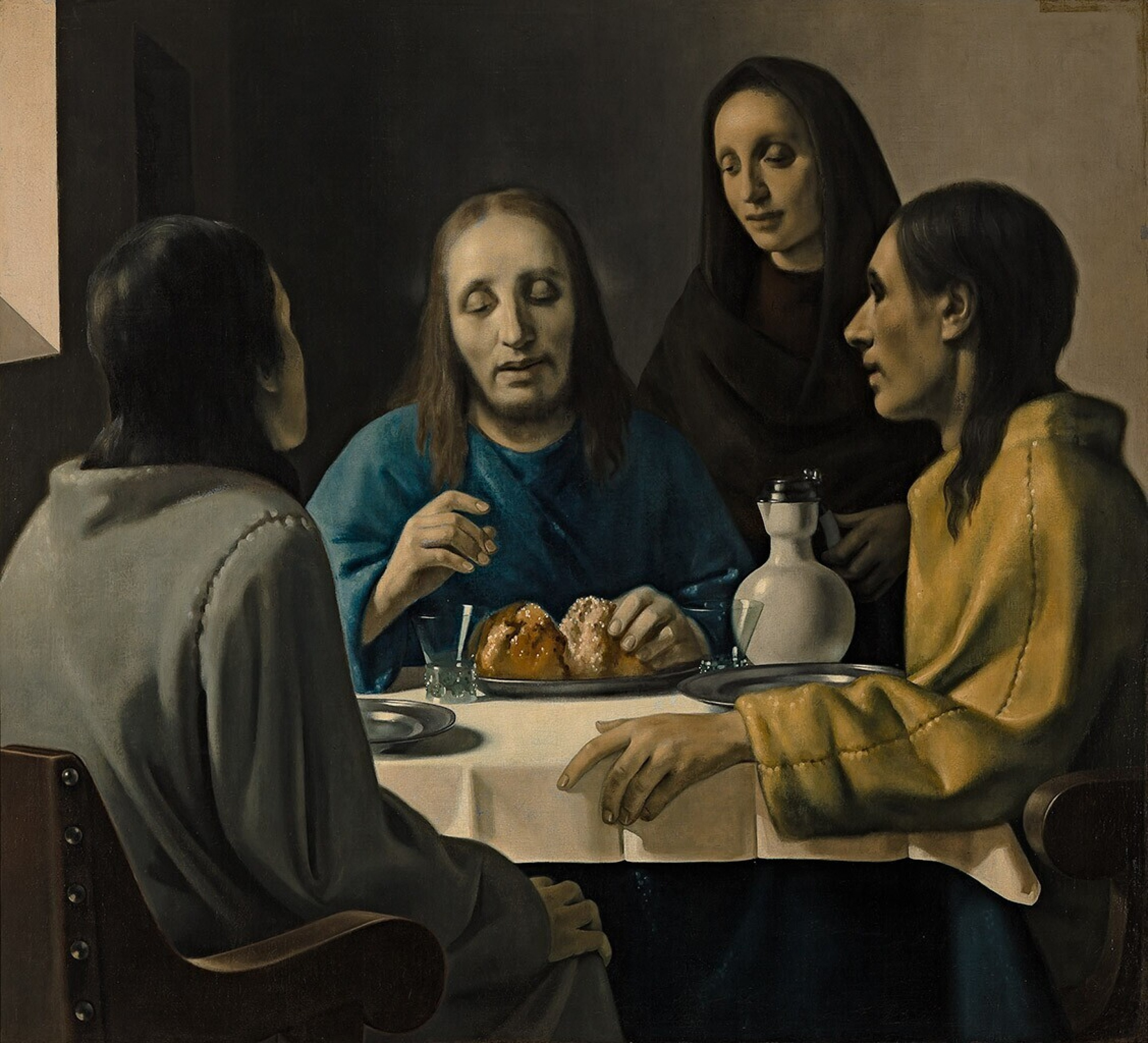
『エマオの食事』（1937年）。フェルメールらしくない宗教画であるが、彼の『天文学者』に通ずるところがある。

1936年のベルリンオリンピックの後、メーヘレンは彼が制作した中でも最も有名かつ、彼の贋作の最高傑作とも評されるフェルメールの『エマオの食事』を完成させた。
この作品はまったくフェルメール的ではない宗教画であったが、メーヘレンは当時は引退してモナコにいた因縁ある専門家アーブラハム・ブレディウスが、フェルメールにはイタリア留学時代があり、その際にカラヴァッジョの影響を受け、また宗教画を描いたはずだという学説を唱えていたことを知っていた。そこで彼は、イタリア・ミレノのブレラ美術館にあるカラヴァッジョの『エマオの晩餐』をモデルとして、この贋作を描いた。
メーヘレンは古い友人の弁護士C・A・ボーンを介して、ブレディウスに『エマオの食事』の鑑定を依頼した。1937年9月に鑑定したブレディウスは、その結果を美術専門誌『バーリントン・マガジン』に寄稿し、フェルメールの真作と認めただけではなく、「フェルメールの傑作」とまで評した。
この贋作は、当時の一般的な科学分析、例えば化学溶液に対する色の復元力、鉛白分析、X線画像分析、着色物質の顕微分光法など、すべてを欺いた。
『エマオの食事』は、裕福な船主ウィレム・ファン・デル・フォルムを主とする援助を受けたレンブラント協会が当時として破格の52万ギルダーで購入し、ロッテルダムのボイマンス美術館に寄贈した。
1938年にはヴィルヘルミナ女王在位記念特別展にて、1400年から1800年までのオランダのオールド・マスター450点とともに展示された。『エマオの食事』は展示会の顔としてポスターにも採用された。ドイツの美術評論家アードルフ・フォイルナーは「フェルメールの絵が飾られた外れの一角はまるで大聖堂のような静けさであった。その絵は何も教会らしきものはないのだが、来場者たちに祝福の気分を感じさせた」と書いた。
メーヘレンは展示会に足繁く通い、わざと「贋作ではないか」と公言していた。専門家は彼の指摘を否定して『エマオの食事』を絶賛し、この評価にメーヘレンは気分を良くした。
1938年、メーヘレンは贋作の売却益でフランスのニースに移住し、レ・アレーヌ・ド・シミエに12もの寝室、5つのレセプションルームがある豪邸「ヴィラ・エステイト」を購入した。この邸宅の壁にはオールド・マスターの真作が数点飾られてもいた。
メーヘレンの贋作の数点は、このニース時代に作られたものであり、ピーテル・デ・ホーホの作として制作された『カード遊びをする人のいる室内』と『ワインを飲む人のいる室内』がある。また、フェルメールの作として『最後の晩餐 I』もこの時期に描いた。もっとも、この時期よりメーヘレンはモルヒネ中毒かつアルコール中毒に陥り、チェーンスモーカーでもあるなど、不摂生になり、贋作の構図にも手抜きが見えてくる。しかし、それでも『ワインを飲む人のいる室内』は22万ギルダーで売ることに成功した。

### ナチス占領下での贋作商売

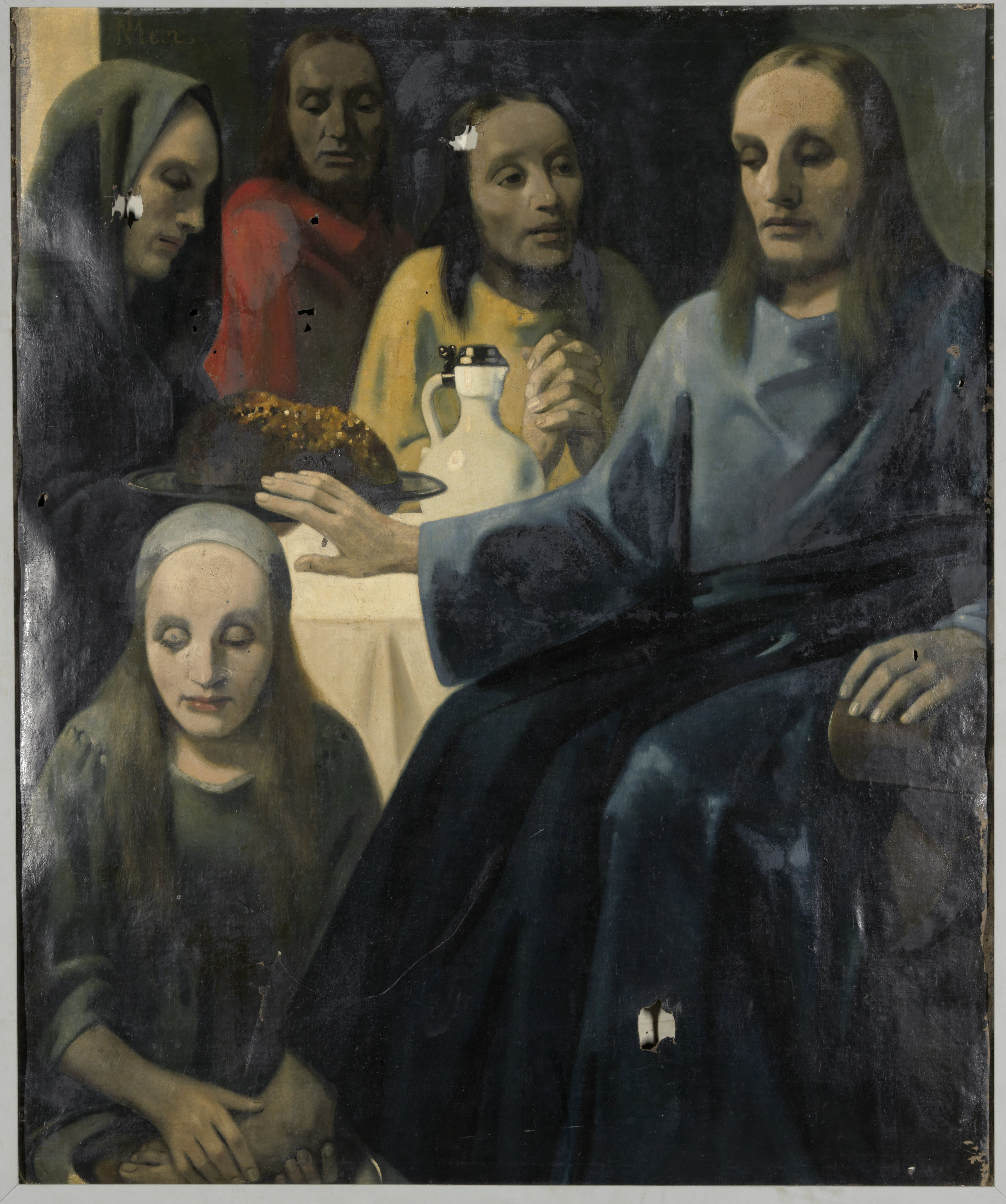
『キリストの足を洗う』（1943年）。メーヘレン自身が認める非常にできの悪い贋作であったが、130万ギルダーで売れた。

1940年5月、オランダはナチスドイツの侵攻を受けて降伏し、ナチスによる占領統治が始まった（第二次世界大戦、オランダ降伏）。
これに先立つ、1939年9月に戦火を避けるためにオランダに帰国したメーヘレンであったが、アムステルダムにしばらく滞在した後、1940年に特権階級が住む郊外のラーレンに転居した。占領統治下でも贋作制作を続け、フェルメール作と偽った『キリスト頭部』、『最後の晩餐 II』、『ヤコブを祝福するイサク』、『姦通の女』、そして騙す目的で描かれた最後の贋作となる『キリストの足を洗う』を描いた。一方で画家として正規の仕事も行い、1941年を通じて自身作のデザイン画を発表し、1942年には『ハン・ファン・メーヘレン』と自身の名を冠した豪華な大型本を出版した。
1942年、メーヘレンは地元で小さな画廊を営む画商ストレイフェサントにこの時期に制作した贋作を預けた。これをナチスの銀行家兼美術商であるアーロイス・ミードゥルが発見し、『姦通の女』を購入した。この頃、メーヘレンの健康状態は酷くなり、タバコ、大酒、モルヒネ成分の睡眠薬の服用に溺れていた。それに伴って作品の質も悪くなり、専門家が見れば贋作と見抜けるレベルであった。他ならぬメーヘレン自身、後期の贋作は手抜きが酷かったと回顧するほどであった。しかし、贋作だと発覚することはなく、科学鑑定すら行われなかった。この理由について一般には、戦災対策として美術品の多くは保護管理下に置かれ、真作のフェルメールと比較確認する方法がなかったためとされている。ただ、非常に出来の悪かった『キリストの足を洗う』の鑑定については、かつて『エマオの食事』の鑑定に関わったボイマンス美術館の専門家らも関わっており、贋作の可能性を指摘する意見もあった。ただ、もし真作だった場合にナチスにオランダの国宝を奪われるという危惧によって、贋作と断定することを躊躇わせた。なお、ストレイフェサントは絵を怪しみ、かつてメーヘレンが『笑う士官』の贋作騒動に関わっていたと知って手を引いた。この結果、メーヘレンはミードゥルと直接取引をすることになった。この事は戦後に不利に働くことになる。
占領統治で多くのオランダ人が困窮する中にあって、メーヘレンはナチス相手の贋作商売で裕福な生活を続けることができた。550万から750万ギルダーの収入があったという。
1943年12月にはアムステルダムの高級住宅街に夫婦で引っ越し、不動産や宝石、美術品を買い漁った。1946年のインタビューにおいて、52軒の家と15軒のカントリーハウスを所有し、その中にはアムステルダムの運河沿いの邸宅であるグラハテンハイゼンも含まれていると明かしている。
また、戦争への備えから、1943年12月18日には偽装離婚（書類上のものであり、離婚後も一緒に暮らしていた）して資産の大部分を妻の口座に移させていた。
その後、メーヘレンは自分と20歳以上も年の離れた新しい恋人ヤーコバ・ヘニング、通称コーチュと付き合い初めた。彼女は旦那が画家という人妻で、不倫であった。
『姦通の女』はナチス政権の重鎮で、美術品収集の趣味で知られたヘルマン・ゲーリングの手にわたり、その代金の代わりとして、略奪されたオランダの真作絵画を含む137点がメーヘレンの手に渡った。

### ナチス協力者として逮捕
1945年5月5日にオランダは連合軍によって解放され、5月7日にドイツ軍は西側連合国に降伏した。ゲーリングはそれ以前より戦況の悪化から、略奪したものを含む収集美術品6750点をオーストリアの塩鉱山に隠していたが、『姦通の女』もその中に含まれていた。
ドイツ降伏後の1945年5月17日、連合軍はこの塩鉱山より略奪美術品を確保し、未発見のフェルメールの真作として『姦通の女』を発見した。5月中には売買を仲介したミードゥルが連合国に尋問され、彼はメーヘレンから購入したものだと供述した。
5月29日、メーヘレンは詐欺と敵国幇助の容疑で逮捕された。特にナチス協力者かつオランダ文化財の不当な流出に関与したとして、最高で死刑もありえた。
戦時中の華やかな生活ぶりや、ナチス占領地を自由に移動し、個展を開けたことなども、ナチス協力者の証拠とみなされ、国賊としてメディアから叩かれた。
この事態に、メーヘレンは、ゲーリングが所有していたフェルメールやピーテル・デ・ホーホの作品は自分の贋作であると主張した。メーヘレンは自身の取り調べを担当したユダヤ人のオランダ陸軍士官ヨープ・ピラーに、製造方法から自身の贋作の見破り方、『エマオの食事』すら贋作であることを説明した。美術知識がないピラーはその話の真偽がわからず、連合軍美術委員会に連絡をとり、助けを求めた。美術委員会は、部分的にはメーヘレンの訴えを認めつつも、すべてが贋作とは信用せず、メーヘレンが自身の罪を免れるために、荒唐無稽な嘘を言っているとみなした。美術委員会は身の証を立てる方法として『姦通の女』の模写を描くよう求めたが、メーヘレンは模写など誰にでも描けると言って拒否し、代わりにフェルメール様式の完全なオリジナルの傑作を描いてやると逆提案した。
7月13日、ピラーは記者会見を行い、新事実に基づきメーヘレンは再捜査中であること、また贋作の話などを記者に答えた。そして数日後の会見では贋作の証明としてメーヘレンに公開でフェルメール様式の絵を描かせることが決まったこと、そこには記者の臨席も許されることを伝えた。

### 贋作の証明『寺院で教えを授ける幼いキリスト』

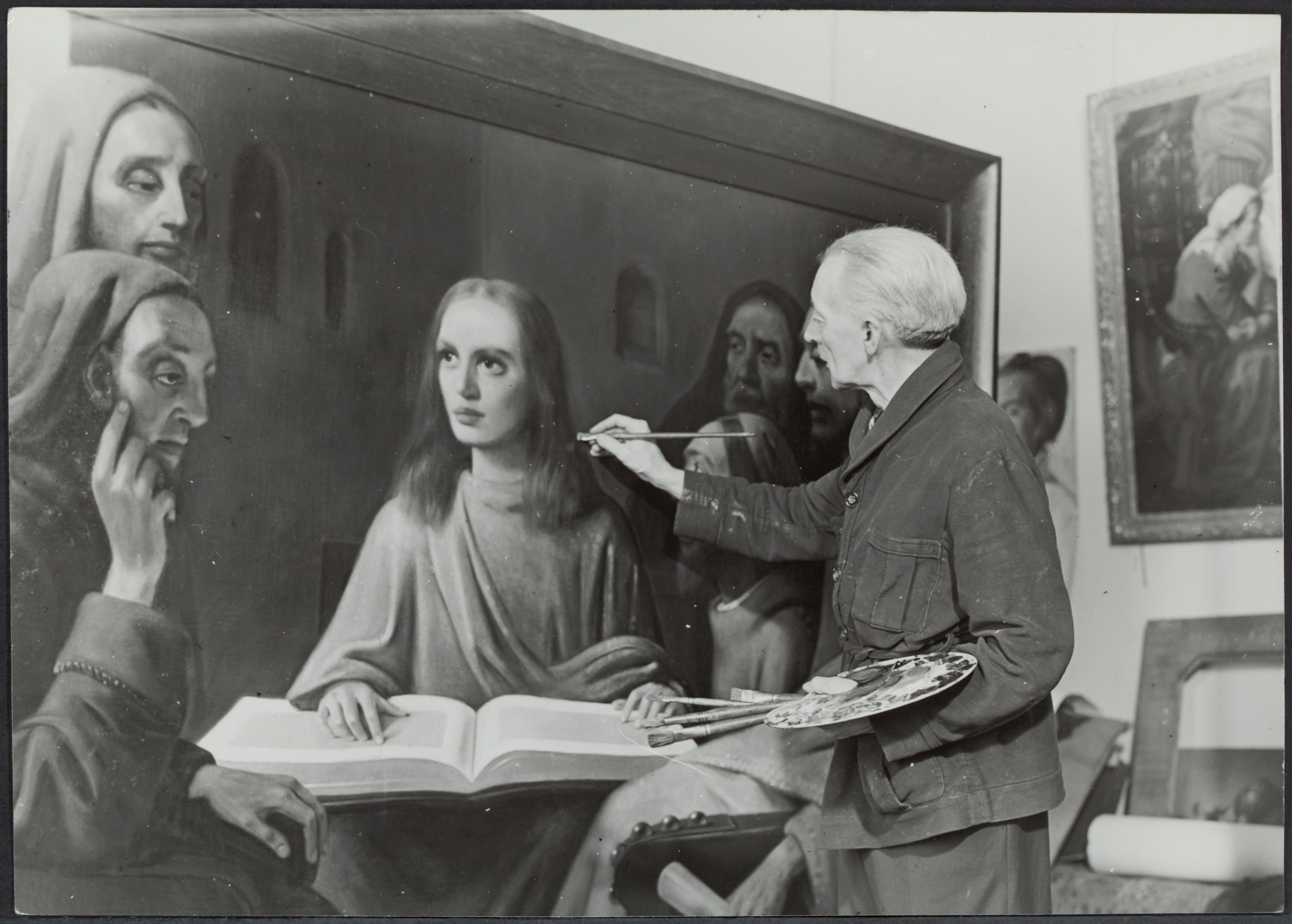
メーヘレンが『寺院で教えを授ける幼いキリスト』を描く様子を撮った写真。

メーヘレンは自身のアトリエから画材を持ってこさせると作業に取り掛かった。高価なラピスラズリも用意させた。さらに日課であったジュニヴァー・ジンやモルヒネを自由に服用する許可も与えられ、毎日4、5時間、記者や専門家ら、裁判所が指名した証人の前で絵画の制作を行った。題材は失敗に終わった第2回個展で描いた『寺院で教えを授ける幼いキリスト』にした。この作品は1945年7月から12月にかけて描かれ、生涯最後の贋作となった。
並行してメーヘレンが自身の贋作と主張する押収された絵画の科学鑑定も行われた。裁判所はメーヘレンの絵画の真贋鑑定を国際的な専門家委員会に依頼した。この委員会には、オランダ、ベルギー、イギリスの学芸員や教授、博士が参加し、ベルギー王立美術館中央研究所所長ポール・B・コーレマンスが指揮を執った。委員会はメーヘレンが贋作と申告したフェルメールとハルスの絵画8点を調査し、特にコーレマンスは用いられた絵の具の化学組成を調べた。その結果、硬化剤にフェノール樹脂のベークライトとアルバートルが含まれていることを発見した。これらは20世紀に発明されたものであること、同様の組成の硬化剤がメーヘレンのアトリエからも発見されたことで、贋作と証明された。
委員会はまたクラクリュールにも着目した。クラクリュールの中の粉塵は不自然に均質なものであり、自然の汚れや塵埃が届かない場所まで浸透・堆積していた液墨（インディア・インク）に由来するものであった。また、絵の具の表面はアルコールや強酸、強塩基にも反応しないほど非常に硬化していた。さらに自然に発生したものであれば一致しているはずの、表層と深層部のクラクリュールが一致していないことも確認された。これらは古物に見せかけるためにメーヘレンが人為的にクラクリュールを作り出したことを示していた。
こうした委員会の贋作とする鑑定結果は、ベルギーの美術史家ジャン・デクンなど、一部で反対意見もあり、最終的に1967年と1977年の当時の最新技術を用いた科学鑑定による決着まで、真贋論争はくすぶり続けた（詳細は後述）。
メーヘレンは捜査官に極めて協力的に接し、自身のアトリエの鍵を渡し、証拠になりそうな物の場所なども教えた。彼の自白はほぼ事実とみなされ、判決日が確定するまで保釈が認められた。保釈金を積んで監獄を出るとケイゼルスフラフト運河の邸宅に戻った。この頃から不自然な胸の痛みを感じるようになっていたが、目立ちたがり屋のメーヘレンは毎夜、酒場に出かけた。
当初、敵国に国宝を売った国賊として国民たちから非難されたメーヘレンであったが、贋作と認められると評価は反転した。ナチスを欺いた上に、略奪されたオランダの国宝も取り返した国民的英雄と評された。1946年にある新聞が行った世論調査では、オランダ政府首相になったルイス・ベールに次いで国民的人気を誇った。
また、獄中のゲーリングは贋作だったことを知らされると、この世に悪が存在することを初めて知ったかのような顔をしたという（ロペスはゲーリングは最後まで贋作とは知らなかったとしている）。

### 判決と死去

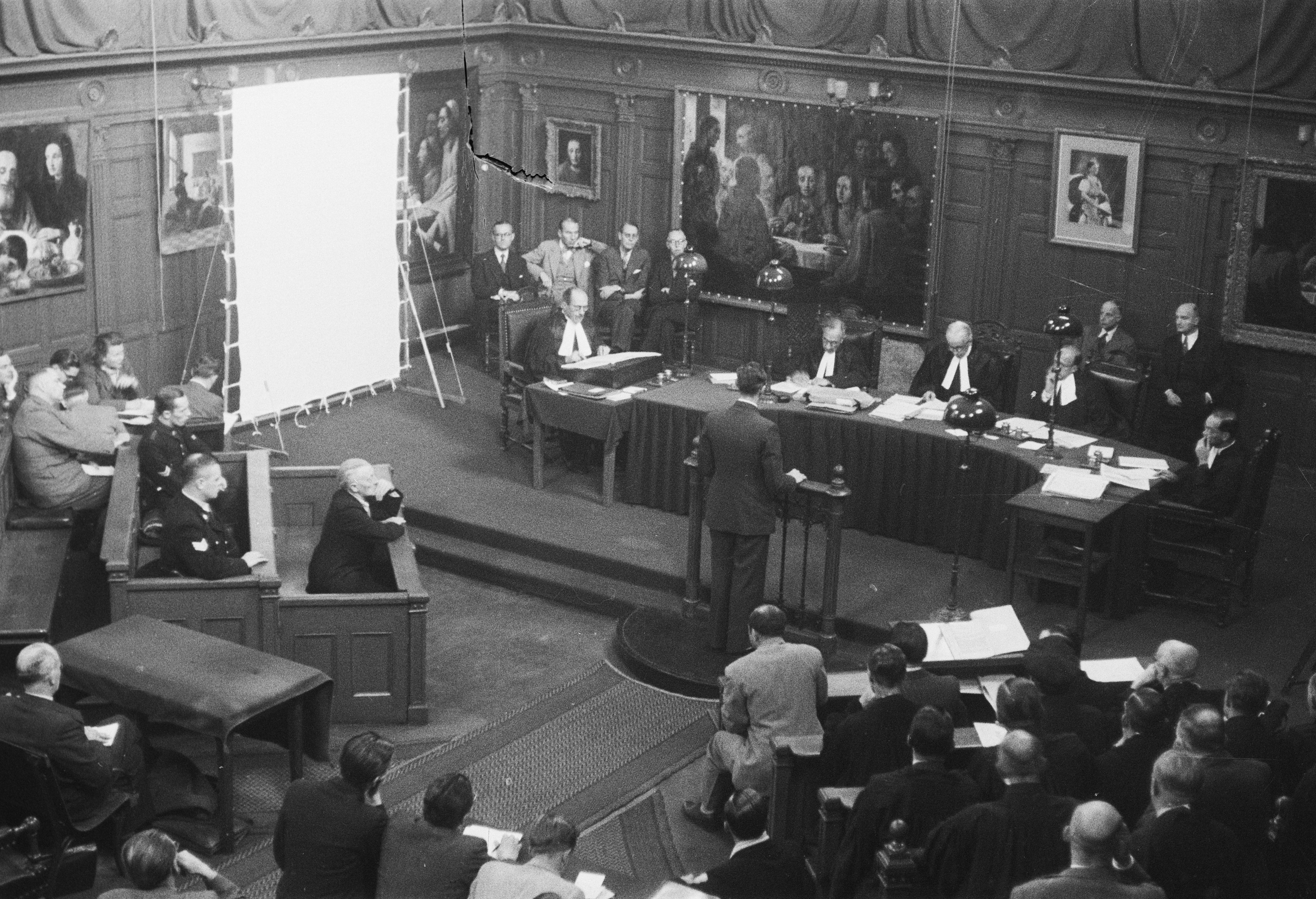
メーヘレン裁判を様子を撮った写真。中央やや左の被告席で頬杖を付いているのがメーヘレン本人。壁には『最期の晩餐 II』を始めとして彼が描いた贋作が掲げられている。

当初、裁判は1946年5月に予定されていたが、反対陳述がまとまらないとして延期になった。特に対象作品の数が多すぎたため、鑑定を担当した専門家の間でも意見がまとまらなかったことが原因であった。例えば、デ・ホーホの風俗画についてはほぼ贋作で見解は一致したものの、やはり『エマオの食事』は根強く、真作とみなす専門家がいた。結局、裁判はさらに1年以上も遅れ1947年10月29日にアムステルダムの地方裁判所第4法廷で開始された。
裁判では、そもそも原因となった『姦通の女』は特に話題に挙げられなかった。ゲーリングは既に自殺し、売買に関わったストレイフェサントとミードゥルは逃亡して姿を消していた。『エマオの食事』も売買から時効が成立していた。専門家委員会の代表としてコーレマンスは科学鑑定の結果、贋作であると証言した。また、彼は裁判官たちに鑑定の結果を詳細に説明しながら、被告人席のメーヘレンを称賛した。メーヘレンもまたコーレマンスの手腕を褒めた。この鑑定の結果、敵国幇助罪は取り下げられた。検察は偽造と詐欺罪で起訴し、懲役2年を求刑した。
そして1947年11月12日、ボル判事はメーヘレンを偽造と詐欺の罪で有罪とし、禁錮1年の判決を下した。これは判事として可能な最大限の恩情判決であり、さらに彼は女王への恩赦請求も行っていた。
控訴には2週間の猶予を与えられたが、メーヘレンは弁護士と相談し、異議申立をしなかった。収監までの間、保釈され、自宅待機が認められたが、メーヘレンの健康状態は刻一刻と悪化していった。
1947年11月26日、控訴期間の最終日にメーヘレンは心臓発作を起こし、アムステルダム市内の病院に緊急搬送された。入院中の12月29日に再度の心臓発作を起こし、12月30日午後5時に死亡が確認された。58歳没。死後すぐに石膏製のデスマスクが作られ、これは2014年にアムステルダム国立美術館に収蔵された。
葬儀はDriehuis Westerveld火葬場の礼拝堂で行われ、遺族や数百人の友人が出席した。骨壷は1948年に、ディーペンフェーン村（デーフェンテル市）の共同墓地に埋葬された。

## 死後

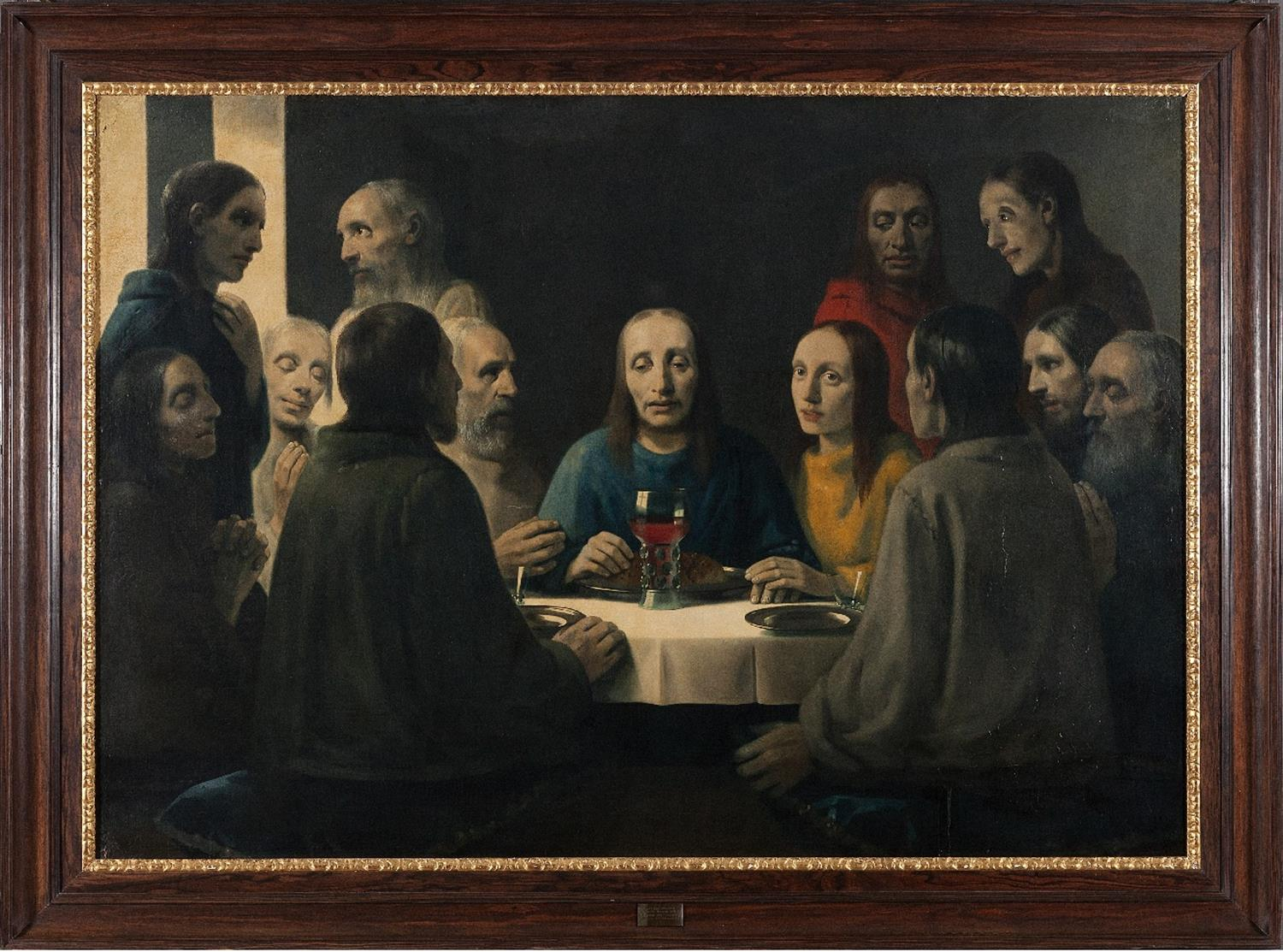
メーヘレンの死後も、『エマオの食事』と共に長く真贋論争にさらされた『最期の晩餐 II』。ヨハネの顔は『真珠の耳飾りの少女』に似せて描かれた。

メーヘレンの死後に裁判所は贋作購入の被害者救済や贋作売却益に伴う未払所得税の回収のため、その資産を差し押さえ競売に掛けることを決定した。この賠償の問題は彼が勾留されていた1945年時点からあった。いまだ贋作と断定されていない段階にあって、絵画の購入者たちはその代金の返金を求めた。さらにオランダ税務局は売却益に伴う所得税が未払いだとして追徴課税を求めた。ただ、この賠償請求は幾分か理不尽なものであった。基本的にメーヘレンは代理人を通して絵を売却しており、彼らに対して多額の手数料や謝礼を支払っていたが、あくまで賠償を求められたのはメーヘレンのみであった。また、ボイマンス美術館は返金を要求しながらも、最終判決までは『エマオの食事』を真作だと信じ続けていた。さらに売買取引が無かったことになるのであれば所得はなくなり、課税根拠も消滅するが税務局はあくまで当初売買額に基づく納税を求めた。実際にメーヘレンが得た500万ギルダーに対し、賠償額の総額は750万ギルダーに上り、彼は1945年12月には破産を申請していた。
アムステルダムの自宅より押収された新旧巨匠の多数の絵画を含む彼のコレクションが家具などと合わせ競売にかけられた。また、この邸宅も9月4日に競売にかけられた。この美術品の競売での収益は12.3万ギルダーに達した。メーヘレンの作品についても、署名がなかった『最後の晩餐 I』は2,300ギルダー、獄中で書いた『寺院で教えを授ける幼いキリスト』は3,000ギルダーで落札された。現在、この絵はヨハネスブルグの教会に飾られている。また不動産全体の売却益は24.2万ギルダーであった。 
メーヘレンの妻ヨハンナは、夫の贋作商売については知らず、自分は無関係であると主張した。
2人は書類上は1943年12月に離婚していることになっており、メーヘレンの資産の大半は彼女の個人口座に移されていた。もし共犯と認定されていれば彼女の資産も没収されていたと考えられるが、結局、彼女の共謀は証明されなかった。

## 真贋論争
上記の通り、メーヘレンが売ったフェルメールなどの絵画作品は、彼自身が自作の贋作であると告白し、コーレマンス率いるチームの科学鑑定によってその自白が正しいことが証明された。しかしながら、その後も、あくまでメーヘレンがナチス協力者の罪を免れるために真作を贋作と偽ったと主張する声が残り、1970年代まで尾を引いた。
例えば、裁判時から異議を申し立て続けた美術専門家ジャン・デクンは、1951年の自著でも少なくとも『エマオの食事』と『最後の晩餐 II』はフェルメールの真作であるとし、再鑑定するよう要求した。彼はメーヘレンは、これら真作を元に贋作を制作したという説を立てた。

### ベーニンゲンによる鑑定無効裁判
フェルメールの作とされた『最後の晩餐 II』『ワインを飲む人のいる室内』『キリスト頭部』の売買に関わった著名な美術評論家ダニエル・ジョージ・ファン・ベーニンゲンは、コーレマンスに贋作とする鑑定は誤りであったと認めるよう要求した。彼はこれを拒否したため、ベーニンゲンは彼の誤った鑑定によってフェルメールの価値が低下したとして、500万ポンドの賠償請求訴訟を起こした。この裁判にはデクンも原告側の専門家として参加し、美術専門家の知見からコーレマンスの鑑定の問題点を指摘していった。
ブリュッセルで行われた一審では、裁判所がメーヘレン裁判で用いられた証拠と同じものを採用したため、コーレマンスが勝訴した。1955年5月29日にベーニンゲンが死去したため、二審は延期されたが、裁判所が彼の相続人から代行する形で1958年に審理が再開された。
コーレマンスはX線画像でわかった『最後の晩餐 II』の下に描かれた絵と同じ構図のA. ホンディウス作とされる狩猟現場の写真を提出し、これが贋作の決定的な証拠とみなされた。さらにコーレマンスは、1940年にメーヘレンがこれを購入したことを示す証人も見つけた。
裁判所はコーレマンスに有利な判決を下し、彼の委員会の鑑定結果を支持した。

### 1967年と1977年の追加調査
1967年、ピッツバーグのカーネギーメロン大学の画材研究所はメーヘレンによる贋作とされる作品の再鑑定依頼を受けた。この時は鉛白に含まれる鉛の放射性崩壊（鉛210）測定による年代調査が行われ、用いられた鉛白が20世紀の工業製品であること、すなわちメーヘレンの贋作であることが再確認された。
1977年、オランダ法医学研究所はガスクロマトグラフィーなどの最新技術を使用して、『エマオの食事』『最後の晩餐 II』を含むメーヘレンの作とされる贋作6点の追加調査を行った。研究所は、1946年の鑑定結果の正しさを確認し、その結果を支持した。

## 制作した贋作の一覧
| タイトル                                                           | 制作年  | 画家名                   | 現在の所蔵先                   |
| ------------------------------------------------------------------ | ------- | ------------------------ | ------------------------------ |
| 笑う士官（Laughing Cavalier）                                      | 1923年  | フランス・ハルス         | オランダ美術史研究所           |
| パイプを持つ若い男（The Happy Smoker）                             | 1923年  | フランス・ハルス         | フローニンゲン美術館           |
| ヴァージナルの前の女と紳士（Man and Woman at a Spinet）            | 1932年  | ヨハネス・フェルメール   | オランダ国有コレクション研究所 |
| 楽譜を読む女（Lady reading a letter）                              | 1936年? | ヨハネス・フェルメール   | アムステルダム国立美術館       |
| 音楽を演奏する女（Lady playing a lute and looking out the window） | 1936年? | ヨハネス・フェルメール   | アムステルダム国立美術館       |
| エマオの食事（The Supper at Emmaus）                               | 1937年  | ヨハネス・フェルメール   | ボイマンス美術館               |
| 最後の晩餐I（The Last Supper I）                                   | 1938年? | ヨハネス・フェルメール   | 個人蔵                         |
| カード遊びをする人のいる室内（Interior with Cardplayers）          | 1938年  | ピーテル・デ・ホーホ     | ボイマンス美術館               |
| ワインを飲む人のいる室内（Interior with Drinkers）                 | 1938年  | ピーテル・デ・ホーホ     | クンストハル美術館             |
| 男の肖像（Portrait of a Man）                                      | 1938年? | ヘーラルト・テル・ボルフ | アムステルダム国立美術館       |
| マッレ・バッベ（Woman Drinking）                                   | 1939年? | フランス・ハルス         | アムステルダム国立美術館       |
| キリスト頭部（The Head of Christ）                                 | 1940年  | ヨハネス・フェルメール   | 個人蔵                         |
| 最後の晩餐II（The Last Supper II）                                 | 1941年  | ヨハネス・フェルメール   | カルディック・コレクション     |
| ヤコブを祝福するイサク（The Blessing of Jacob）                    | 1941年  | ヨハネス・フェルメール   | ボイマンス美術館               |
| 姦通の女（Christ with the Adulteress）                             | 1942年  | ヨハネス・フェルメール   | オランダ国有コレクション研究所 |
| キリストの足を洗う（The Washing of the Feet）                      | 1943年  | ヨハネス・フェルメール   | アムステルダム国立美術館       |
| 寺院で教えを授けるキリスト（Jesus among the Doctors）              | 1946年  | ヨハネス・フェルメール   | ケープタウン                   |

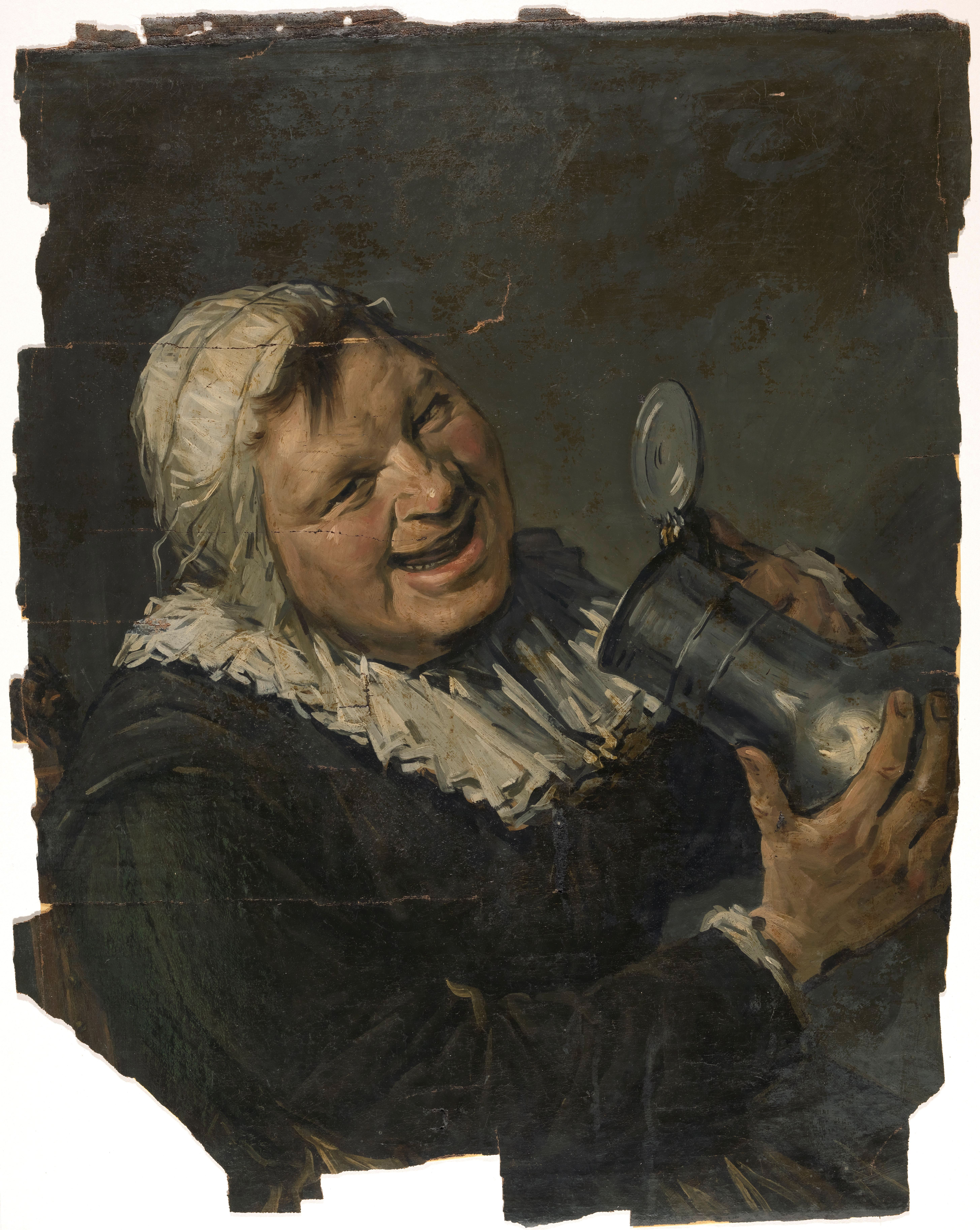
フランス・ハルスの代表作『マッレ・バッベ』を題材としたメーヘレンによる贋作。

これらメーヘレンが書いた贋作絵画の多くは美術館に常設展示され、広く一般公開されている。また、貸し出しなども広く行われて世界各地で展覧会が実施されている。
- アムステルダム（1952年）
- バーゼル（1953年）
- チューリッヒ（1953年）
- ハールレム（1958年）
- ロンドン（1961年）
- ロッテルダム（1971年）
- ミネアポリス（1973年）
- エッセン（1976年-1977年）
- ベルリン（1977年）
- スロット・ザイスト（1985年）
- ニューヨーク（1987年）
- バークレー（1990年）
- ミュンヘン（1991年）
- ロッテルダム（1996年）
- ハーグ（1996年）など

また、メーヘレンの息子ジャック・ファン・メーヘレンは、現在に知られているもの以外にも父が多くの贋作を制作したことを示唆している。

## メーヘレン自身の作風とオリジナル作品
メーヘレンは多作な画家であり、彼自身のオリジナル作品も、様々なスタイルで何千枚も描き残した。彼の作品は17世紀風の古典的な静物画、、湖や浜辺で戯れる人々を描いた印象派絵画、対象を奇妙で特徴的に描いた戯画、背景と前景を組み合わせたようなシュールレアリスム絵画など、幅広い作風をみせる。こうした傾向は、しばしば美術評論家を苛立たせるものであった。
メーヘレンは古典派の（写実的な）具象画を信奉する一方でダダイスムやキュビズムなどの現代芸術は軽蔑していた。ある時、ピカソを絶賛する顧客にあんなものは子供でも描けると放言し、即興で「ピカソ風の絵」を描いた。相手がその絵を売って欲しいと申し出たが、「たとえ贋作を描くとしても劣った奴の贋作は描かない」と言って絵を破り捨てたという。
また、その相手がダリについて尋ねると、その技術力を高く評価し、子供では描けないことは認めつつ、そのシュールレアリスムを小馬鹿にした。
メーヘレンのオリジナル作品で最も著名なものは、先述の通り、王立動物園で飼われている鹿を描いた1921年の素描である。
他に賞を受けたものとして、聖ラウレンス教会の絵、2番目の妻ヨハンナの肖像画、ナイトクラブなど多数ある。